# Liste des évêques de Mottola
Le diocèse de Mottola (lat.: Dioecesis Motulensis) est un diocèse italien supprimé, suffragant de l'archidiocèse de Tarente. Le diocèse est fondé en 1023. Avec le concordat (6 février 1818) entre Pie VII et Ferdinand Ier des Deux-Siciles roi de Naples, le diocèse est supprimé et ses territoires sont fusionnés avec le diocèse de Castellaneta. Un évêque titulaire de Mottola est nommé en 1968.

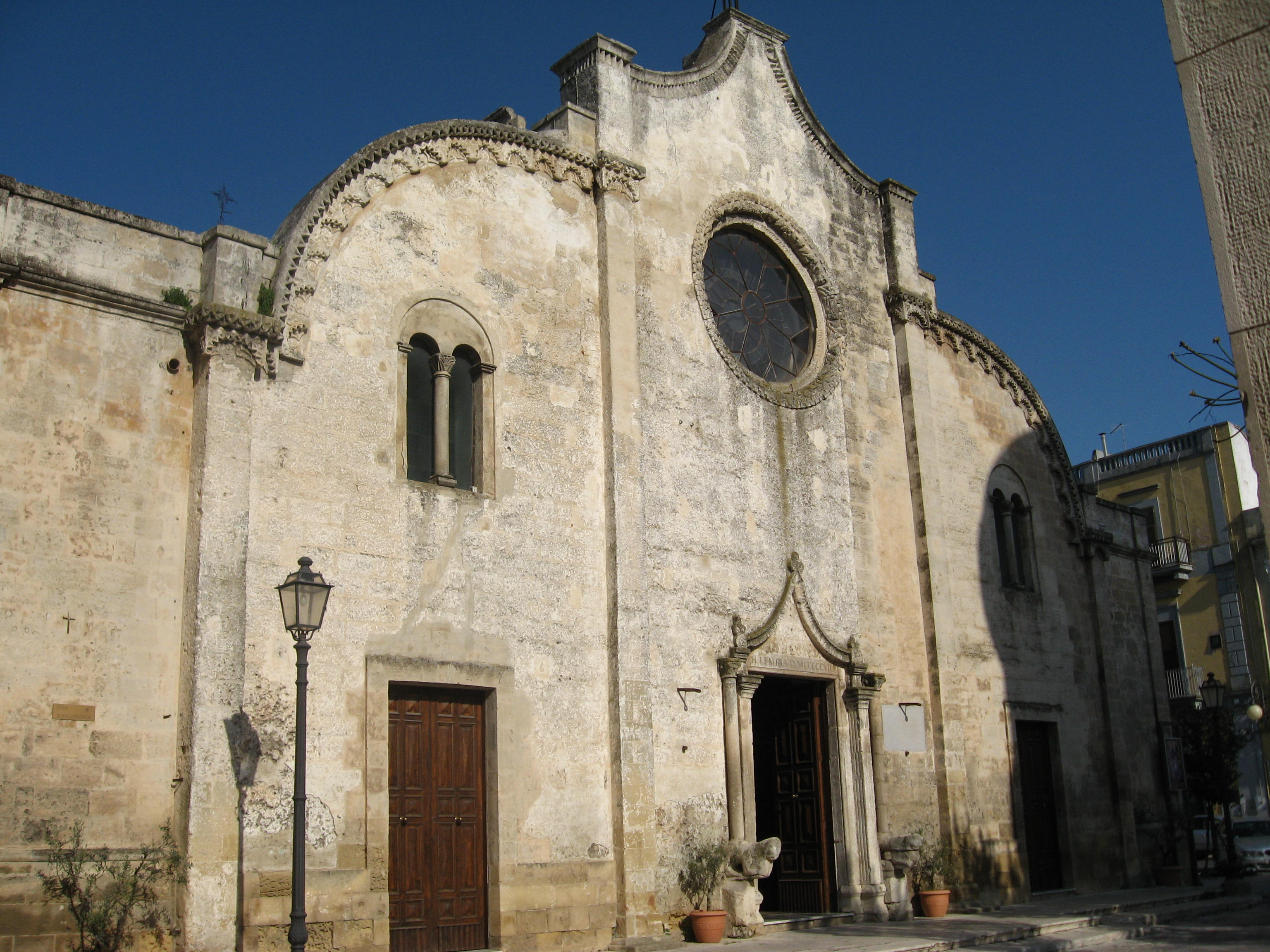
Cathédrale de Mottola

## Évêques
- Consalvo Vulpis † (? - 1040)
- Liborio † (1040 - ?)
- Giovanni Ier † ( 1081)
- Ancauro † ( 1099)
- Alimberto † (? - 1102)
- Valcauso † (1110 - ?)
- Riccardo † (1165 - ?)
- Anonyme † ( 1200)
- Giovanni II † (1226 - 1238)
- Ugo † (? - 1282)
- Nicola † (? - 1298)
- Ranerio ou Gualterio † (? - 1356)
- Teodoro † (1357 - 1361)
- Antonio † (? - 1419)
- Pietro Teodori † (1419 - 1445)
- Antonio de Neotero, O.S.B. † (1445 - ?)
- Nicola de Genupia † (? - 1468)
- Leonardo † (1471 - 1482)
- Angelo da Barbiano, O.F.M. † (1482 - ?)
  - Roberto Piscicelli † (1488 - ?) (administrateur apostolique)
- Gerolamo Scondella † (? - 1502)
- Vincenzo de Nicopoli † (1502 - ?)
- Pietro da Querci † (1512 - ?)
- Guido Guidone † (? - 1528)
- Vito Ferrato † (1528 - 1537)
- Angelo Pasquali, O.P. † (1537 - 1550)
- Scipione Rebiba † ( 1551 - 1556), auparavant évêque titulaire d'Amyclées (de)
- Cesare Gesualdo † ( 1560 - 1566 )
- Giovanni Ludovico da Campania † ( 1566 - 1579 )
- Giacomo Micheli † ( 1579 - 1599 )
- Silvestro Tufo, C.R. † ( 1599 - 1600 )
- Benedetto Rossi, C.R. † (1601 - 1621)
- Francesco Saluzzo † (1621 - 1627)
- Serafino Rinaldo, O.P. † (1627 - ?)
- Tommaso Anchora (ou Ariconi), C.R. † (1630 - 1635)
- Giovanni Battista Falesi † (1638 - 1648)
- Tommaso d'Aquino, C.R. † (1648 - 1650)
- Gennaro De Andrea † (1661 - ?)
- Ludovico de la Quadra † (1669 - 1695)
- Giovanni Camponeschi † (1654 - 1657 )
- Francesco Della Morra † (? - 1696 )
- Michele Maria Dentice † (1697 - 1698 )
- Pier Paolo Mastrilli † (1703 - 1717 )
- Biagio Antonio Copeti † ( 1719 - 1727)
- Antonio Bianchi di Gennaro, O.F.M.Obs. † (1728 - 1729)
- Giovanni Antonio Chiaiese † ( 1731 - 1732)
- Nicola Paolo Pandolfelli † (1734 - 1766)
- Stefano Ortiz Cortes, O.S.B. † ( 1766 - 1791 )
- Agostino Andriani † (1792 - 1795 )
- Michele Palmieri † ( 1798 - 1804)

## Évêques titulaires
- Bernard Joseph McLaughlin (1968-2015)
- Angelo De Donatis (2015-2018), archevêque à partir de 2017
- Gianfranco Gallone (depuis 2019)